# Poggio Cupro
Poggio Cupro è l'unica frazione di Cupramontana in provincia di Ancona: dista dal capoluogo 3,41 km.

## Storia
Agglomerato forse costruito prima del Mille da profughi della distrutta città romana di Cupra I.
Un castello si era formato verso il Duecento attorno al preesistente Priorato camaldolese di S. Salvatore, configurandosi come « castello monastico », dipendente da quello di S. Giacomo delle Mandriole. Comunità autonoma del contado di Jesi per oltre sei secoli e mezzo, il comune di Poggio Cupro fu soppresso sotto Napoleone I nel 1812 ed aggregato a Maiolati; proprio in questa circostanza si fece il tentativo, non riuscito, di sottrarre al territorio di Massaccio l'Eremo delle Grotte per includerlo in quello di Poggio e quindi in quello di Maiolati. Con decreto di papa Leone XII in data 21 dicembre 1827 Poggio Cupro fu sottratto alla giurisdizione di Maiolati unendolo a Massaccio. 
Nella parte più alta, Castello, fino a qualche decennio fa era in attività un « Molino ad olio ad una ruota », due antiche macine sono ancora visibili una delle quali reca inciso il nome abbreviato del costruttore o proprietario e l'anno 1858; al civico n. 777 invece c'era la scuola comunale. L'unico accesso al castello era indicato da via La Porta nella cui parte interna è ancora un affresco raffigurante Madonna con Bambino attribuito a Pietro Paolo Agabiti dipinto circa il 1529.

## Società

### Tradizioni e folclore
Festa Medioevale
All'interno del paesino di Poggio Cupro si svolge una festa medioevale con cena su prenotazione con piatti tipici dell'epoca e taverna per i restanti spettatori. Caratteristico è lo spettacolo generalmente svolto da sbandieratori, tamburi e corteo storico.
Scampagnata Poggiana
Il primo fine settimana di agosto di ogni anno viene celebrata la "Scampagnata Poggiana", festa ormai divenuta tradizione celebrata dal 1985. 
La festa inizia il venerdì per terminare la domenica: tre giorni di musica, balli e buona cucina.
Corsa con i carioli
La corsa con i carioli in legno viene svolta durante una delle prime domeniche di settembre per la strada che porta da Poggio Cupro alla SS 76.

## Economia
L'economia è basata sulla viticoltura ma sono presenti anche diverse coltivazioni di olivi. Sul fronte del turismo, la località conta diversi B&B ed un campeggio.

## Sport
Nella frazione di Poggio Cupro si trova una pista di Motocross.